# Influenzavirus A subtipo H1N1
Influenza A subtipo H1N1, também conhecido como A (H1N1), é um subtipo de Influenzavirus A e a causa mais comum da influenza (gripe) em humanos. A letra H refere-se à proteína hemaglutinina e a letra N à proteína neuraminidase. Este subtipo deu origem, por mutação, a várias estirpes, incluindo a da gripe espanhola (atualmente extinta), estirpes moderadas de gripe humana, estirpes endémicas em aves.
Variantes de H1N1 de baixa patogenicidade existem em estado selvagem, causando cerca de metade de todas as infecções por gripe em 2006.
Em abril de 2009, um surto de H1N1 matou mais de 100 pessoas no México, e pensava-se existirem mais de 1500 indivíduos infectados em todo o mundo em 26 de abril de 2009. O Centers for Disease Control and Prevention nos Estados Unidos avisou que era possível que este surto dessa origem a uma pandemia. No balanço oficial da OMS divulgado no começo da manhã de 8 de maio de 2009, que não inclui o aumento de casos na Europa, América do Norte, América Central e América do Sul, o número de contaminados era de 2384, com 42 mortes.

## Gripe espanhola
A gripe espanhola, também conhecida como gripe pneumónica, foi uma estirpe de gripe aviária atipicamente severa e letal, que matou entre 50 a 60 milhões de pessoas em todo o mundo ao longo dos anos de 1918 e 1919. Pensa-se que tenha sido a mais mortífera das pandemias da história da Humanidade. Foi causada pelo subtipo H1N1 do Influenzavirus A.
A elevada taxa de mortalidade da gripe espanhola é atribuída ao facto de o subtipo H1N1 causar uma tempestade de citocinas no organismo. O vírus infectava células dos pulmões, levando à sobrestimulação do sistema imunitário por meio da libertação de citocina no tecido pulmonar. Isto provoca a migração generalizada de leucócitos para os pulmões, causando destruição de tecido pulmonar e secreção de líquido para o pulmão, tornando a respiração difícil. Devido à natureza da infecção, pessoas com sistemas imunitários saudáveis eram mais suscetíveis à doença, como era o caso de adultos jovens, comparativamente a crianças jovens e idosos.

## Gripe de Nova Jérsei
A gripe de Nova Jérsei foi reportada em 1976 após da morte de um soldado de Fort Dix. O vírus que causou a doença é referenciado como A/New Jersey/76, um vírus do tipo Influenza A, subtipo H1N1. Apelidada na época de "gripe suína", gerou especulações sobre a iminência de uma nova pandemia semelhante à gripe espanhola. O presidente dos Estados Unidos da América em 1976, Gerald R. Ford, lançou um grande programa de vacinação com custos de quase 140 milhões de dólares: cerca de 40 milhões de pessoas foram vacinadas. O programa, contudo, teve um fim inesperado: apenas uma morte foi causada pela gripe, enquanto que ao menos 25 pessoas morreram por reações à vacina, que em pouquíssimas pessoas desencadeava a síndrome de Guillain-Barré.

## Gripe russa
A pandemia de gripe russa de 1889-1890 matou cerca de 1 milhão de pessoas em todo o mundo. A gripe russa de 1977 mais recente foi uma pandemia de gripe ocorrida em 1977-1979 causada pela estirpe Influenza A/USSR/90/77 (H1N1). Tudo começou no norte da China e na União Soviética em 1977. Utilizando-se uma técnica atualmente obsoleta de mapeamento de oligonucleotídeos, verificou-se que o vírus H1N1 dessa epidemia era muito semelhante a uma variedade isolada em 1950. Infectou sobretudo crianças e adultos jovens com menos de 26 anos de idade porque uma estirpe similar era prevalente entre 1947 e 1957, fazendo com que a maioria dos adultos fosse imune. A pandemia matou cerca de 700.000 pessoas em todo o mundo e geralmente acredita-se que o vírus foi liberado para o público em geral em um acidente de laboratório. O vírus foi incluído na vacina contra a gripe de 1978-1979.

### Não técnica
- Why Revive a Deadly Flu Virus? By Jamie Shreeve - January 2006 New York Times - Six-page human-interest story on the recreation of the deadly 1918 H1N1 flu virus
- BBC News - 1918 flu virus's secrets revealed Results from analyzing a recreated strain.
- Publicly available data
- Oral history by 1918 pandemic survivor

### Técnica
- Recent influenza A (H1N1) infections of pigs and turkeys in northern Europe
- Epidemiologic Notes and Reports Influenza A(H1N1) Associated With Mild Illness in a Nursing Home -- Maine
- Swine Influenza Vaccine, H1N1 & H3N2, Killed Virus
- Influenza Virus Infections of Pigs
- H1N1-influenza as Lazarus: Genomic resurrection from the tomb of an unknown
- Emedix: Gripe Suína
- Portal da Saúde: Ministério da Saúde: INFLUENZA A (H1N1)